# Квантова шина
Квантова шина — це пристрій, який може використовуватися для зберігання або передачі інформації між незалежними кубітами в квантовому комп'ютері або об'єднання двох кубітів у суперпозицію. Це квантовий аналог класичної шини.

## Історія
Вперше концепція була продемонстрована дослідниками Єльського університету та Національного інституту стандартів та технології (NIST) у 2007 році. До цієї експериментальної демонстрації квантова шина була описана вченими в NIST як один з можливих наріжних каменів в архітектурах квантових обчислень.

## Математичний опис
Квантову шину для надпровідних кубітів можна побудувати за допомогою резонансної порожнини. Гамільтоніан для системи з кубітом А, кубітом В та резонансною порожниною або квантовою шиною, що їх з'єднує, є {\displaystyle {\hat {H}}={\hat {H}}_{r}+\sum \limits _{j=A,B}{\hat {H}}_{j}+\sum \limits _{j=A,B}hg_{i}\left({\hat {a}}^{\dagger }{\hat {\sigma }}_{-}^{j}+{\hat {a}}{\hat {\sigma }}_{\text{+}}^{j}\right)} де {\displaystyle {\hat {H}}={\frac {1}{2}}\hbar \omega _{j}{\hat {\sigma }}_{+}^{j}{\hat {\sigma }}_{-}^{j}} — гамільтоніан одиничного кубіта, {\displaystyle {\hat {\sigma }}_{+}^{j}{\hat {\sigma }}_{-}^{j}} є оператором підйому або опускання для створення або руйнування збудження в {\displaystyle j}-му кубіті а {\displaystyle \hbar \omega _{j}} регулюється амплітудою постійного струму та зміщенням радіочастоти.